# Jerzy Pietrzyk
Jerzy Pietrzyk (né le 17 avril 1955 à Varsovie) est un athlète polonais spécialiste du 400 mètres et du 400 mètres haies. Licencié au Górnik Zabrze puis au Gwardia Warszawa, il mesure 1,90 m pour 76 kg.

## Carrière
Sa myopie ne l'a pas empêché d'accomplir une belle, mais brève, carrière internationale sous l'égide, entre autres entraîneurs, de Jan Mazur [1].

### Palmarès
| Date | Compétition                   | Lieu      | Résultat | Épreuve               | Performance   |
| ---- | ----------------------------- | --------- | -------- | --------------------- | ------------- |
| 1973 | Championnats d'Europe juniors | Duisbourg | 1er      | 400 mètres haies      | 50 s 07       |
| 1973 | Championnats d'Europe juniors | Duisbourg | 2e       | Relais 4 × 400 mètres | 3 min 07 s 09 |
| 1975 | Universiade d'été             | Rome      | 1er      | 400 mètres            | 46 s 26       |
| 1976 | Jeux olympiques d'été         | Montréal  | 2e       | Relais 4 × 400 mètres | 3 min 01 s 43 |
| 1978 | Championnats d'Europe         | Prague    | —        | 400 mètres            | DNS           |

### Records
| Épreuve          | Performance | Lieu      | Date |
| ---------------- | ----------- | --------- | ---- |
| 400 mètres       | 45 s 65     | Montréal  | 1976 |
| 400 mètres haies | 50 s 07     | Duisbourg | 1973 |